# Габас, Пабло
Пабло Даниэль Антонио Габас (исп. Pablo Daniel Antonio Gabas; 21 апреля 1982, Росарио, Аргентина) — коста-риканский футболист аргентинского происхождения, полузащитник. Выступал за сборную Коста-Рики.

## Клубная карьера
Габас — воспитанник клуба «Ньюэллс Олд Бойз». В 2001 году Даниэль подписал контракт с мексиканской «Некаксой». По окончании сезона он присоединился к коста-риканскому клубу «Санта-Барбара». Отыграв год Габас перешёл в «Алахуэленсе». В составе новой команды он дебютировал в чемпионате Коста-Рики. В своём дебютном сезоне он помог клубу выиграть Лигу чемпионом КОНКАКАФ, а через год и национальное первенство. Летом 2008 года Пабло на правах аренды вернулся в «Некаксу», но по окончании аренды решил не подписывать с бывшим клубом полноценный контракт. В течение следующих четырёх сезонов, он четыре раза стал чемпионом Коста-Рики в составе «Алахуэленсе». В 2011 году в матчах Лиги чемпионов КОНКАКАФ против американского «Лос-Анджелес Гэлакси» и «Монаркас Морелия» Пабло забил по голу.
В начале 2013 года Габас перешёл в «Керетаро». 3 февраля в матче против столичной «Америки» он дебютировал за новый клуб. В начале 2014 года для получения игровой практики Пабло на правах аренды перешёл в «Чьяпас». 26 января в матче против «Пуэблы» он дебютировал за новый клуб.
Летом 2014 года Габас вернулся в «Алахуэленсе». 8 апреля 2015 году в матче Лиги чемпионов КОНКАКАФ против канадского «Монреаль Импакт» он сделал «дубль».

## Международная карьера
В начале 2012 года Габас на тот момент, получивший коста-риканское гражданство, принял приглашение, выступать за национальную сборную. 29 февраля 2012 года товарищеском матче против сборной Уэльса он дебютировал за сборную Коста-Рики.

## Достижения
Командные
 «Алахуэленсе»
- Чемпионат Коста-Рики по футболу — 2004/2005
- Чемпионат Коста-Рики по футболу — Зима 2010
- Чемпионат Коста-Рики по футболу — Лето 2011
- Чемпионат Коста-Рики по футболу — Зима 2011
- Чемпионат Коста-Рики по футболу — Зима 2012
- Обладатель Кубка чемпионов КОНКАКАФ — 2004